# 567580 Latuni
567580 Latuni este o planetă minoră (asteroid) din centura de asteroizi. A fost descoperită pe 23 octombrie 2017 la Baldone⁠(d) de  și a fost numită după Universitatea Letoniei⁠(d). 
Obiectul prezintă o orbită caracterizată de o semiaxă mare de 3,1448933774766 UAi, o excentricitate de 0,025778534776758, o înclinație de 9,6850868444451 ° în raport cu ecliptica.